# Señor Cobranzas
«Señor Cobranzas», es una canción de protesta compuesta por la banda argentina Las Manos de Filippi, publicada en su disco de 1998 Arriba las manos, esto es el Estado bajo los sellos Primo Ediciones Musicales y Universal Music Publishing S.A.. Escrita por Hernán Penner y Hernán de Vega, cantantes y compositores de la agrupación a mediados de la década de 1990. La canción se popularizó mucho más por la versión de la banda Bersuit Vergarabat (bajo el título «Señor Cobranza», en singular), editada ese mismo año en su álbum Libertinaje, junto con su respectivo videoclip.

## Composición y análisis
La canción dura aproximadamente cuatro minutos y 48 segundos. En la grabación original, armónicamente está compuesta sobre una base con un ritmo algo funky que alterna entre las tonalidades de re menor y si bemol mayor, luego de una breve introducción en fa mayor, y sobre el comienzo del tercer minuto modula hacia un puente hardcore en sol menor. La letra es de alto contenido explícito y de protesta en contra del menemismo, se denuncia a la situación social que la Argentina vivió luego de la llamada «crisis de 1989» y se refiere al vínculo del poder político con el narcotráfico. Menciona a políticos, presidentes y ministros como al entonces presidente de la Argentina Carlos Menem, a su ministro de economía Domingo Cavallo y al expresidente Raúl Alfonsín. En un fragmento de la canción se nombra a la activista por los derechos de los jubilados Norma Plá, fallecida en 1996, sobre la cual refiere que "a Cavallo lo tiene que matar". La canción también menciona la caída del Muro de Berlin.[cita requerida]

## Otras versiones
En 2024 en el festival Cosquín Rock el rapero argentino Dillom realizó una versión que modifica la letra original reemplazando al entonces Ministro de Economía Domingo Cavallo por Luis Caputo ("a Caputo en la plaza lo tienen que matar"). Tras esto, Dillom fue amenazado en redes por grupos cercanos al presidente junto a otros artistas que se expresaron en contra de las políticas de Javier Milei 

## Uso en los medios
En 1999 la versión de Bersuit Vergarabat fue utilizada en la película Héroes y demonios para la escena que transcurre durante una protesta y allanamiento en el Congreso de la Nación.

## Controversia, censura y conflicto con Bersuit Vergarabat

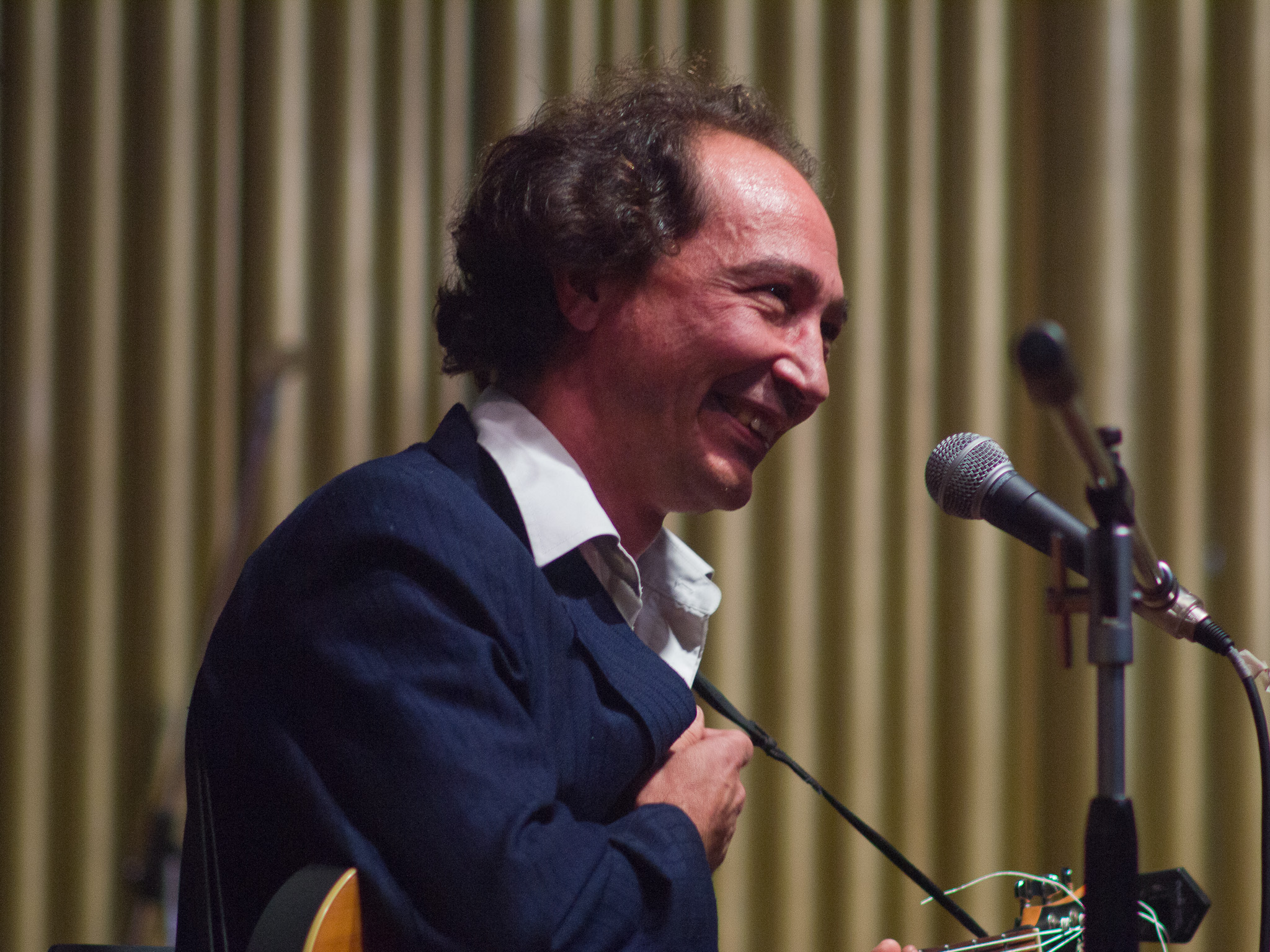
Hernán «El Cabra» de Vega, autor de la canción.

La canción generó mucha polémica por su contenido ideológico y fue censurada por el COMFER repetidas veces. Logró entrar dentro del conteo «Las 100 grandiosas canciones de los 90s en español» de la cadena musical de televisión VH1 Latinoamérica en el puesto n.º 72.
Tanto Las Manos como Bersuit han interpretado la canción en vivo, en los primeros tiempos incluso en algunas presentaciones conjuntas. Luego de firmar contrato con Universal Music, Bersuit grabó Libertinaje, incluyéndola en el listado de canciones. Son fabricadas veinte mil copias del disco, que no podían ser comercializadas por ser «Señor Cobranzas» una canción inédita, requiriendo autorización de los autores de la misma para poder publicar el disco. Universal firmó entonces un contrato con Las Manos para editarles el disco Arriba las manos, esto es el Estado a cambio de los derechos de las once canciones que contenía el álbum, entre las que se encontraba Señor Cobranzas. La compañía cumplió con su parte del contrato fabricando cinco mil copias del disco, pero sin promocionarlo, lo que motivó el malestar de la banda con la compañía discográfica y con Bersuit Vergarabat.
Uno de sus autores diría años más tarde sobre este hecho:

Nos cagaron de todos lados: SADAIC, el sello Universal, la Bersuit. Gustavo Cordera nos hizo la entrada a Universal por interés, porque teníamos que firmar un papel para autorizarlos a que grabaran «Sr. Cobranza». Resultó flor de garca [argentinismo por «estafador»] el Pelado.
Hernán de Vega

Tanto Bersuit Vergarabat como su productor, Gustavo Santaolalla y el empresario Daniel Grinbank, fueron ridiculizados en el arte del siguiente disco de Las Manos de Filippi, titulado Las Manos Santas van a misa, del año 2000.